# Alicia Banit
 Alicia Banit  (* 5. September 1990) ist eine australische Schauspielerin, Model und Tänzerin.

## Leben
Alicia Banit ist in Sydney aufgewachsen. Schon früh fing sie an zu tanzen. Im Jahr 1998 erhielt sie ihre erste Rolle als Schauspielerin. Im australischen Film Dead Letter Office – Adresse unbekannt stellte sie die jüngere Version der von Miranda Otto verkörperten Hauptrolle Alice dar. 2006 wirkte sie als Madison Sullivan in zwei Folgen der australischen Soap-Opera Nachbarn mit. 2008 stellte sie in der gleichen Serie abermals für zwei Episoden die Rolle der Sharni Hillman dar. Von 2007 bis 2011 hatte sie mehrere Auftritte als Amber in der australischen Version der Serie As the Bell Rings des Disney Channel. 2007 wurde sie für die Mockumentary-Serie Summer Heights High des australischen Autors und Comedians Chris Lilley engagiert. Hier spielte sie die Rolle der Kaitlyn. 2008 wirkte Banit in einer Episode der Actionserie Rush als Gemma Rose mit. In sechs Folgen der ersten Staffel des australischen Seriendramas Tangle spielte sie die Leah. Nach vielen Nebenrollen wurde sie im Spätjahr 2009 für die Hauptrolle der Katrina „Kat“ Karamakov in der Jugendserie Dance Academy – Tanz deinen Traum! engagiert, womit sie auch über die Grenzen Australiens hinaus bekannt wurde.

## Filmografie (Auswahl)
- 1998: Dead Letter Office
- 2007: Summer Heights High (Fernsehserie, 7 Folgen)
- 2008: Rush (Fernsehserie, Folge 1x08)
- 2006–2008: Nachbarn (Fernsehserie, 4 Folgen)
- 2007–2009: As the Bell Rings (Fernsehserie, 27 Folgen)
- 2009: Tangle (Fernsehserie, 6 Folgen)
- 2010–2013: Dance Academy – Tanz deinen Traum! (Dance Academy, 65 Folgen)
- 2017: Dance Academy – Das Comeback (Dance Academy: The Movie)
- 2017: Trip for Biscuits (Fernsehserie, 2 Folgen)
- 2018: Playing for Keeps (Fernsehserie, 5 Folgen)
- 2018: Superwog (Fernsehserie, 3 Folgen)
- 2019: Ms Fisher's Modern Murder Mysteries (Fernsehserie, Folge 1x04)
- 2022: Summer Love (Fernsehserie, Folge 1x07)
- 2023: Crazy Fun Park (Fernsehserie, Folge 1x03)
- 2024: We Were Tomorrow (Fernsehserie, 6 Folgen)